# Битолски конгрес на ВМРО (1923)
Битолският конгрес е конгрес на Битолския революционен окръг на Вътрешната македонска революционна организация, провел се през септември 1923 година в демилитаризираната зона между Албания, Гърция и Кралството на сърби, хървати и словенци в планината Томор (Томорос). Конгресът е първият от серията окръжни конгреси, предшестващи общия Шести конгрес на ВМРО в 1925 година.
В 1923 година една чета, водена от Александър Протогеров и Георги Попхристов, се задържа в Битолско, като използва за база албанска територия. Четата има няколко сблъсъка със сръбски части и се задържа по-дълго през месец май. През септември четата решава да проведе окръжен конгрес. Председател на конгреса е Георги Попхристов, подпредседател Алексо Стефанов, секретар Петър Шанданов и делегати Тале Андонов, Иван Стоянов и Крум Петишев.
Изработен е проектоустав и правилник съобразно новите условия в разделена Македония. В резолюцията на конгреса се иска от Централния комитет да свика общ конгрес още в 1923 година, вследствие на „новосъздаденото положение в Македония“ и „нестабилната духовна спойка между ръководните сили на Революционната организация“. Изказва се недоверие на члена на ЦК Петър Чаулев и се предлага революционната територия да се раздели на три области – Източна Македония до Вардар, Западна Македония оттакък Вардар и Гръцка Македония.
Избрани са 12 делегати за предстоящия общ конгрес на ВМРО: Георги Попхристов, Петър Шанданов, Алексо Стефанов, Крум Петишев, Ване Стоянов, Силко Цветков, Тале Христов, Наум Томалевски, Йордан Бадев, Ангел Узунов, Петър Костов – Пашата, а след отказа на последния делегат е заместен от Йордан Гюрков.
За членове на окръжното тяло са определени Георги Попхристов, Петър Шанданов и Алексо Стефанов.
По време на заседанията бившият четник на леринския войвода Илия Иванов – Атанас Нередчето бяга при сръбските власти и започва да издава легалните дейци на организацията в Македония, от което сериозно пострадва Битолския окръг.